# 鍋島直暠
鍋島 直暠（なべしま なおてる、天保3年10月26日（1832年11月18日） - 明治16年（1883年）10月1日）は、肥前国佐賀藩の国老。藩主一門の白石鍋島家鍋島直喬の子。通称は四郎、河内。号は西湖。
幕末維新期に勤王政策を推し進めた。明治7年（1874年）の佐賀の乱、同10年（1877年）の西南戦争と、士族反乱の事後処理に尽力した。明治16年（1883年）、52歳で没した。墓所は多磨霊園と佐賀市本行寺。白石神社（佐賀県みやき町）に祀られている。明治30年（1897年）10月27日、家督を継いだ鍋島直明に男爵が叙爵された。